# Église catholique Saint-Pierre de Drogheda
Il y a aussi à Drogheda une église Saint-Pierre de culte anglican (en).
Pour les articles homonymes, voir église Saint-Pierre.
L’église Saint-Pierre (en anglais : Saint Peter’s Church) est une église située à Drogheda en Irlande, rattachée à l’archidiocèse métropolitain d’Armagh de l’Église catholique. Elle est connue pour abriter le sanctuaire Saint-Olivier-Plunket, que la Conférence des évêques catholiques irlandais a déclaré sanctuaire national.

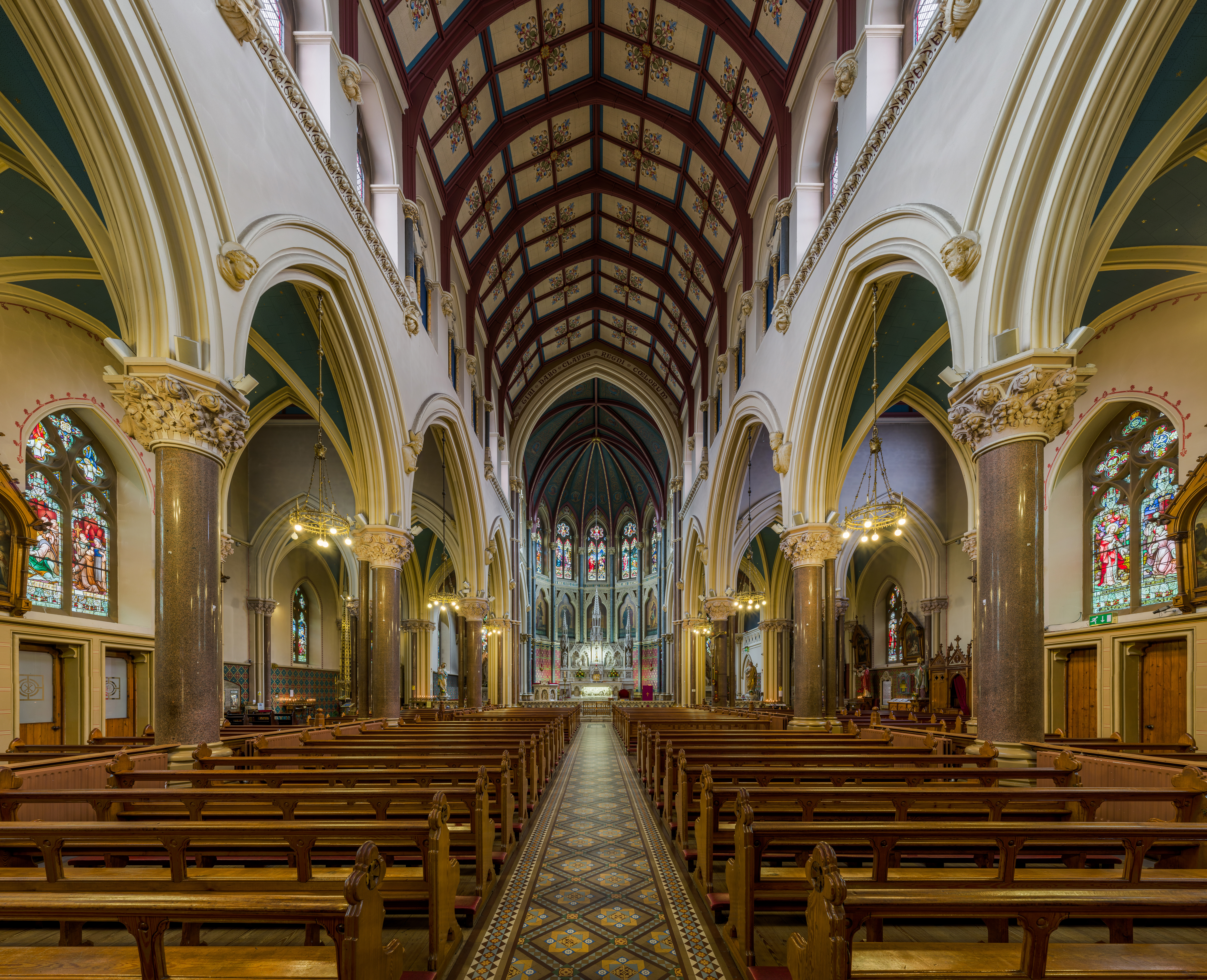
L'intérieur de l'église.
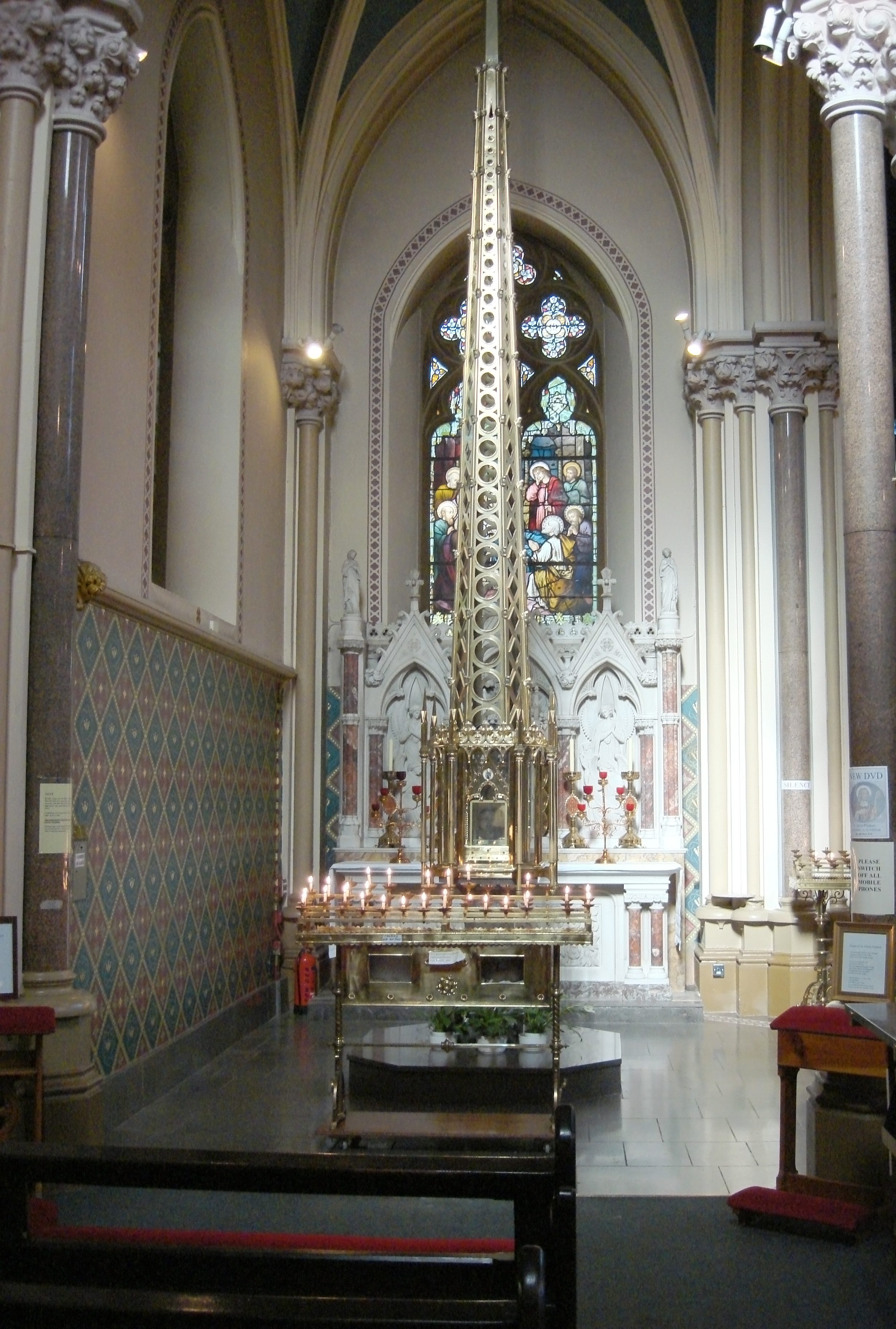
Reliquaire du sanctuaire dédié à Olivier Plunket.

### Articles liés
- Liste des sanctuaires nationaux
- Église catholique en Irlande